# Власов, Василий Ефимович
Василий Ефимович Власов (25 декабря 1902,  д. Черный Ключ, Вятская губерния,  Российская империя — 17 октября 1978, Краснодар, РСФСР, СССР) — советский военачальник, генерал-майор (03.06.1944, 1953).

## Биография
Родился 23 февраля 1902 года в деревне  Черный Ключ, ныне село Тарловка, в Елабужском районе Татарстана. Русский. До призыва в армию служил матросом на пароходе «Иван», с ноября 1918 года — штурвальным на пароходе «Декабрист» Средне-Волжского бассейна в городах Казань и Нижний Новгород.

### Военная служба

#### Гражданская война
1 августа 1921 года добровольно вступил в РККА и был направлен курсантом на 70-е Самарские командные курсы. В их составе весной 1922 года участвовал в ликвидации банды Серова. 

#### Межвоенные годы
С сентября 1922 года учился в 7-й Казанской, а с сентября 1924 года — во Владикавказской пехотных школах комсостава. После завершения обучения в августе 1925 года назначается в 66-й стрелковый полк 22-й Краснодарской стрелковой дивизии СКВО, где проходил службу командиром стрелкового взвода, взвода полковой школы, врид командира роты. В 1926 года командиром взвода участвовал в разоружении банд в Дагестане. С мая 1929 года служил заведующим военным кабинетом Краснодарского Дома Красной армии, с августа 1931 года — командиром и политруком роты в 38-м стрелковом полку 13-й Дагестанской стрелковой дивизии. В феврале — апреле 1932 года проходил подготовку на курсах тактического применения бронехимических средств при курсах «Выстрел». С марта 1933 года командовал батальоном в 39-м стрелковом полку, а в августе 1936 года переведен на ту же должность в 66-й стрелковый полк 22-й стрелковой дивизии. Приказом НКО от 8 мая 1937 года уволен в запас. 
После увольнения работал начальником штаба МПВО на Новороссийском хлебозаводе, с октября 1937 года — начальником снабжения Краснодарского управления промышленности Крайсобеса, с мая 1938 года — заместитель коммерческого директора Краснодарской фабрики «Коопинпром», с мая 1939 года — заместитель управляющего Краснодарского управления стройматериалов Крайзаготснабпрома.
В марте 1940 года вновь призван в Красную армию из запаса и назначен инспектором начальной и допризывной подготовки Краснодарского крайвоенкомата.

#### Великая Отечественная война
16 июля 1941 года майор  Власов  был назначен начальником штаба 725-го горнострелкового полка 302-й горнострелковой дивизии, формировавшейся в станице Ленинградская Краснодарского края. С 20 октября дивизия вошла в 56-ю отдельную армию и несла охрану побережья Черного моря в районах Тамань, Анапа, Новороссийск, Геленджик, Туапсе и Сочи. С 12 по 14 ноября она была переброшена в Крым в состав 51-й армии Южного фронта в район города Керчь, где прикрывала отход армии. 18 ноября ее части последними оставили городом Керчь и были эвакуированы через Керченский пролив на Таманский полуостров. При эвакуации майор Власов был ранен. После выздоровления в декабре он назначается врид командира 903-го горнострелкового полка 242-й горнострелковой дивизии СКВО, формировавшегося в городе Грозный. Во второй половине апреля дивизия была передислоцирована в район Тихорецка и включена в резерв Южного фронта. С 22 мая она вошла в 38-ю армию Юго-Западного фронта и участвовала в Харьковском сражении, в боях по прорыву кольца окружения войск 6-й и 57-й армий. В конце того же месяца выведена в резерв 38-й армии. В июле майор  Власов был назначен заместителем командира 304-й стрелковой дивизии. В составе 38-й и 21-й армий Сталинградского фронта участвовал в боях на подступах к Сталинграду и в районе города Серафимович, нас. пунктов Усть-Хоперская, Бобровский, Рыбный. С 16 по 22 сентября ее части форсировали реку Дон в районе Каминская и овладели плацдармом на ее левом берегу. С 8 октября дивизия вошла в состав 4-й танковой армии (с 22 октября — 65-й армии) и с 1 ноября заняла оборону в районе Сухая Перекопка, Вертинский, Кременская. 19 ноября она перешла в наступление из района Клетской и до 10 января 1943 года вела наступательные бои в районе Песковатка, хут. Вертячий, Дмитриевка. С 10 января ее части участвовали в операции по ликвидации окруженной группировки противника в районе Сталинграда. Приказом НКО от 21 января 1943 года за проявленную отвагу в боях за Отечество с немецкими захватчиками, за стойкость, мужество, дисциплину и организованность, за героизм личного состава дивизия была преобразована в 67-ю гвардейскую. После завершения Сталинградской битвы в начале февраля 1943 года она в составе 21-й армии (с 1 мая 1943 г. — 6-я гвардейская) была переброшена в район Курска и подчинена Воронежскому фронту. В его составе летом 1943 года участвовала в Курской битве, в Белгородско-Харьковской наступательной операции. 
С 12 сентября 1943 года полковник  Власов вступил в командование 90-й гвардейской стрелковой дивизией и участвовал с ней в освобождении Левобережной Украины. С 30 сентября дивизия была выведена в резерв Ставки ВГК, затем с 6-й гвардейской армией переброшена на Прибалтийский фронт (20 октября — 2-й Прибалтийский). С 30 октября по 12 ноября она совершила марш из района Торопец в район города Невель, где вошла в 4-ю ударную армию 1-го Прибалтийского фронта и участвовала в боях по ликвидации езерещинской группировки противника, затем в Городокской наступательной операции. С января по май 1944 года дивизия в составе 4-й ударной и 6-й гвардейской (с 18 февраля) армий находилась в обороне, затем участвовала в Белорусской, Витебско-Оршанской и Полоцкой наступательных операциях. Приказом ВГК от 10 июля 1944 года за прорыв Витебского УРа противника и овладение городом Витебск ей было присвоено наименование «Витебская», а за освобождение города Полоцк она награждена орденом Красного Знамени (23.07.1944). В последующем ее части в составе 6-й гвардейской, 43-й, 4-й ударной армий 1-го Прибалтийского фронта принимали участие в освобождении Прибалтики на двинском и биржайском направлениях, в Шяуляйской, Прибалтийской, Рижской и Мемельской наступательных операциях, в боях по ликвидации курляндской группировки противника. С 7 февраля 1945 года дивизия была выведена в резерв 2-го Прибалтийского фронта и сосредоточена в районе Вайнеде, затем совершила марш в район ст. Юге и вошла в состав Белорусско-Литовского ВО. С 25 апреля по 1 мая она была переброшена на 2-й Белорусский фронт в район Майсберг, где и встретила День Победы. 
За время войны комдив Власов  был  четыре раза персонально упомянут в благодарственных в приказах Верховного Главнокомандующего.

#### Послевоенное время
После войны генерал-майор  Власов с 15 марта 1946 года по 24 января 1947 года проходил подготовку на ВАК при Высшей военной академии им. К. Е. Ворошилова, затем командовал 16-й отдельной стрелковой Витебской Краснознаменной бригадой в Юж.-УрВО. 21 октября 1948 года уволен в запас. В 1953 году поступил на службу в структуры МВД СССР где ему было присвоено звание генерал-майор МВД. 
Жил в Краснодаре. Скончался 17 октября 1978 года, похоронен на Славянском кладбище Краснодара.

## Награды
- орден Ленина (05.11.1954)[7]
- три ордена Красного Знамени (04.02.1943[8], 29.02.1944[9],  03.11.1944[7])
- орден Суворова II степени (19.09.1944)[10]
- орден Отечественной войны I степени (25.07.1943)[11]
  - медали в том числе:
  - «За оборону Сталинграда» (1943)[12]
  - «За победу над Германией в Великой Отечественной войне 1941—1945 гг.» (1945)
  - «Ветеран Вооружённых Сил СССР» (1976)

Приказы (благодарности) Верховного Главнокомандующего в которых отмечен В. Е. Власов.
- За прорыв сильной, глубоко эшелонированной обороны Витебского укрепленного района немцев, северо-западнее города Витебск, на участке протяжением 35 километров, и продвижение в глубину за два дня наступательных боев от 20 до 40 километров, расширение прорыва до 80 километров по фронту, и выход к реке Западная Двина на участке 35 километров. 24 июня 1944 года. № 115.
- За овладение штурмом городом и важным железнодорожным узлом Полоцк – мощным укрепленным районом обороны немцев, прикрывающим направление на Двинск. 4 июля 1944 года. № 129.
- За прорыв глубоко эшелонированной обороны противника юго-восточнее города Рига, овладении важными опорными пунктами обороны немцев — Бауска, Иецава, Вецмуйжа и на реке Западная Двина — Яунелгава и Текава, а также занятии более 2000 других населённых пунктов. 19 сентября 1944 года.  № 189.
- За переход в наступление из района северо-западнее и юго-западнее Шяуляй (Шавли), прорыв сильно укреплённой обороны противника и овладение важными опорными пунктами обороны немцев Тельшяй, Плунгяны, Мажейкяй, Тришкяй, Тиркшляй, Седа, Ворни, Кельмы. 8 октября 1944 года. № 193.